# 拉斯夸雷
拉斯夸雷，是西班牙阿拉贡自治区韦斯卡省的一个市镇。总面积32平方公里，总人口159人（2001年），人口密度5人/平方公里。